# Wojciech Standełło

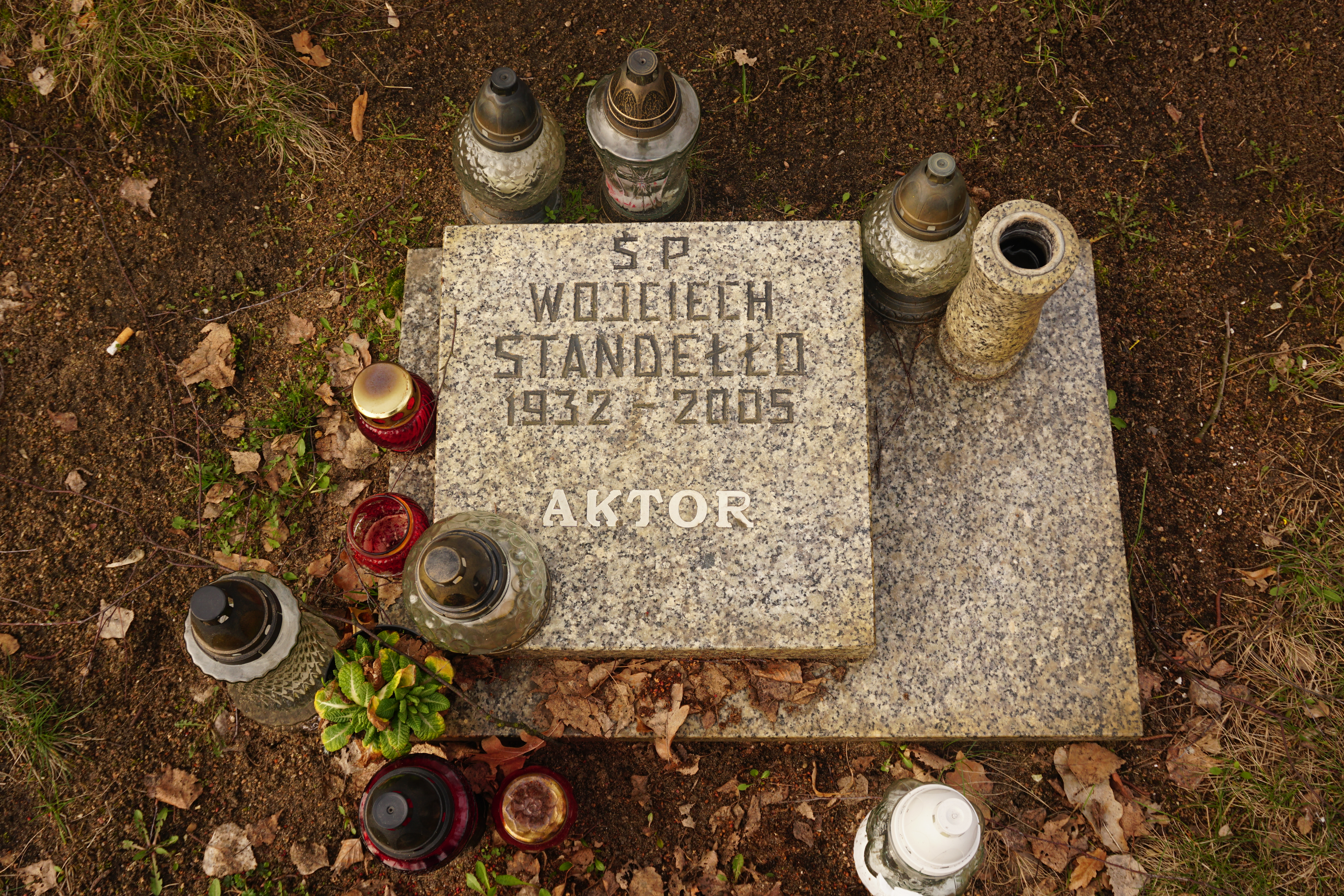
Grób Wojciecha Standełły na Cmentarzu Junikowskim

Wojciech Standełło (ur. 7 października 1932 w Stanisławowie, zm. 27 maja 2005 w Poznaniu) – polski aktor teatralny i filmowy. 
Aktor wielu teatrów, w latach 1977–2005 zatrudniony w Teatrze Nowym w Poznaniu. W 1965 odznaczony Odznaką 1000-lecia Państwa Polskiego.
Został pochowany na Cmentarzu Junikowskim w Poznaniu (pole 5-5-69-3).

## Filmografia
- 2000: Stars in Black 2
- 2000: Stars in Black, jako Mistrz Yum-Yum
- 1996:  Maszyna zmian. Nowe przygody, jako szatniarz na pływalni (gościnnie)
- 1996: Poznań 56
- 1992: Mama – Nic, jako nauczyciel (gościnnie)
- 1989: Szklany dom, jako urzędnik prezydenta miasta
- 1988–1991:  Pogranicze w ogniu (gościnnie)
- 1983: Kartka z podróży, jako Lubelski
- 1983: Austeria, jako cadyk
- 1981: Limuzyna Daimler-Benz
- 1981: Okno, jako Boluś
- 1980: Ciosy
- 1980: Misja, jako Adler
- 1978: 07 zgłoś się, jako Jan Sulima vel Zygmunt Miedzianowski w odc. 9 (gościnnie)
- 1976: Zaklęty dwór, jako Arendarz (gościnnie)
- 1974: Pójdziesz ponad sadem, jako wózkarz Antoś
- 1973: Sanatorium pod Klepsydrą, jako Żyd, rozmówca Józafata w restauracji